# Medresa
Medresa (ar.: مدارس), srednja je odgojno-obrazovna institucija, koja djeluje pri Islamskoj zajednici. Vjerska škola koja je niže razine od medrese je 
mekteb.
Medrese su u početku nastajale "pobožnim zakladama". Darovatelj je imao pravo u školi nastaloj od njegove zaklade određivati ukupan nastavni program, broj učenika kao i učitelja. S medresom je nastala jedna islamska institucija čiji je izgled bio određen objedinjavanjem dvorana za molitvu, učionica, biblioteke i internata za studente, a mogle su imati duhovni, ali i svjetovni karakter. Biblioteka je sadržavala, pored religiozne literature, i tekstove iz područja matematike, medicine, gramatike, astronomije, zemljopisa i filozofije. 
Najstarije medrese su imale izraženo privatni karakter. Često je dio stana darovatelja služio kao mjesto podučavanja. Razvojem institucije, medresa uskoro postaje sastavni dio džamije, ili se gradi u njenoj neposrednoj blizini. Osnivanjem medrese al-Nizamija (1066.) u Bagdadu u vrijeme seldžučkog vezira Nizam al-Mulka (1018. – 1092.) sustav medresa doseže svoj prvi vrhunac i postaje putokaz za osnivanje drugih, od države financiranih škola. U medresi al-Mustansirija (osnovanoj 1234.) bilo je dozvoljeno podučavanje različitih pravaca islamskog vjerovanja.
U Zagrebu je 1992. godine osnovana Medresa "Dr. Ahmeda Smajlovića". Od 2000. godine uključena je u sustav srednjih škola Republike Hrvatske kao privatna škola s pravom javnosti.